# Blakea glandulosa
Blakea glandulosa es una especie de planta de flores perteneciente a la familia  Melastomataceae. Se encuentra en  Ecuador. Su hábitat natural son las selvas húmedas de tierras bajas subtropicales o tropicales.

## Distribución y hábitat
Es un arbusto o pequeño árbol nativo de  Ecuador, donde se conoce unas 20 colonias en las laderas este de los Andes. Aunque tiene una amplia difusión, no se ha confirmado su existencia en áreas protegidas de Ecuador. Tres colonias se encuentran en la reserva privada de Jatun Sacha, cerca de Misahuallí. Puede encontrarse a los pies de la colinas en los bosques del Parque nacional Sumaco Napo-Galeras y también puede encontrarse en las más bajas alturas del Parque nacional Llanganates y el Parque nacional Sangay. Considerada "Rara" por la IUCN en 1997 (Walter and Gillett 1998)

## Taxonomía
Blakea glandulosa fue descrita por Henry Allan Gleason y publicado en Brittonia 2(4): 325. 1937.